# Филофей (Вриенний)
Митрополи́т Филофе́й (греч. Μητροπολίτης Φιλόθεος, в миру — Фео́дорос Врие́нниос Θεόδωρος Βρυέννιος, в русифицированной форме — Фео́дор Врие́нний; 26 марта (7 апреля) 1833, Константинополь, Османская империя — 5 (18) ноября 1917, там же) — епископ Константинопольской православной церкви, митрополит Никомидийский.
Известен своей находкой ценной рукописи с раннехристианскими текстами, в частности, памятника древнехристианской письменности «Дидахе» I—II века, считавшегося утерянным.

## Жизнь
Родился в Константинополе, получил образование в богословской школе на турецком острове Халки, а также в университетах Лейпцига, Мюнхена и Берлина. В Халки в 1861 году получил звание профессора.
В 1867 году возглавил Патриаршую школу в Константинополе.
В 1875 году принял участие в экуменической конференции в Бонне, возглавленной старокатоликами. Там он был назначен митрополитом Серры в Македонии.
В 1877 году назначен митрополитом Никомидийским.
В 1880 году в Бухаресте он участвовал в комиссии, разбиравшей вопросы разорения греческих монастырей в Молдавии и Валахии. В 1882 году по просьбе Константинопольского Патриаршего Синода и патриарха константинопольского Иоакима III он написал ответ на энциклику папы Льва XIII относительно деятельности святых Кирилла и Мефодия, который после одобрения Синодом был опубликован в Константинополе в 1882 году.

## Исследования
Известен прежде всего своей находкой раннехристианского текста «Дидахе». Открытие произошло в Константинополе, где Филофей в 1873 году обнаружил рукопись 1056 года в библиотеке подворья Иерусалимского патриархата (монастыря Иерусалимского Святогробского братства). Рукопись содержала синопсис Ветхого и Нового Заветов, упорядоченных свт. Иоанном Златоустом, Послание к Варнаве, Первое и Второе Послание к Коринфянам св. Климента Римского, «Дидахе», подложное письмо Марии Кассобольской и двенадцать посланий Игнатия Богоносца, считающихся подложными. Письма были опубликованы в 1875 году, а «Дидахе» в 1883 году.